# Església al turó (Sighișoara)
L'església del turó (en romanès: Biserica din Deal, en alemany: Bergkirche) és una església arquitectònicament significativa situada a Sighişoara, comtat de Mureș, a Romania. Aquesta església és el monument d'arquitectura religiosa més important de Sighisoara i és una de les grans esglésies de Transsilvània, sent la tercera més gran. Situada a una altitud de 429 metres, a la Colina de l'Escola, l'església destaca per la seva grandiositat, dominant tota la ciutat, i és visible des de lluny gairebé des de totes les direccions. La majoria d'investigadors creu que diversos detalls arquitectònics, com ara la posició lleugerament desalineada del campanar i del cor, demostren una evolució per etapes, al llarg de diversos segles, en la construcció d'aquesta església.

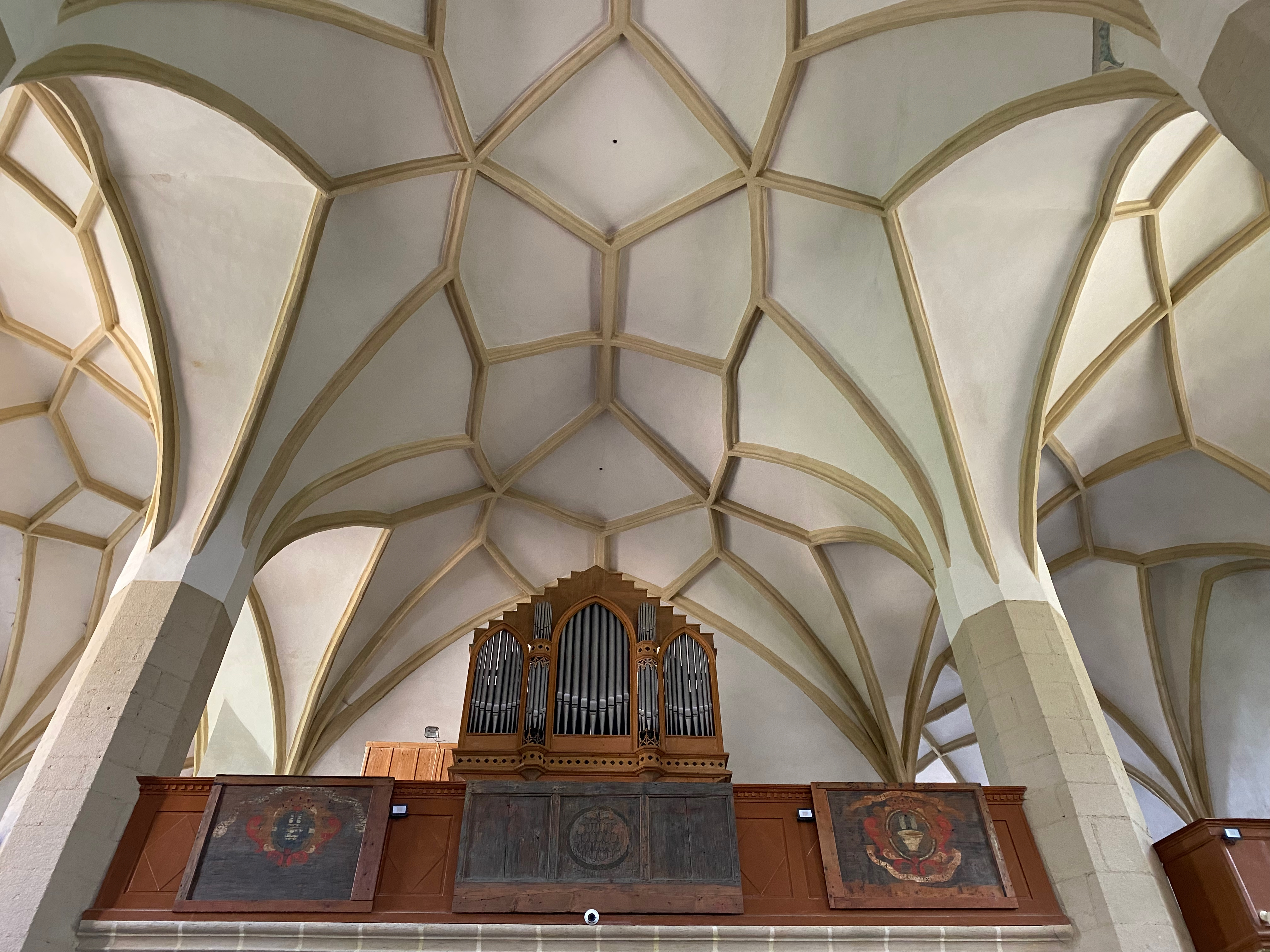
Orgue

A diferència dels monuments del gòtic tardà d'Europa occidental, l'Església del Turó es caracteritza a l'exterior per la senzillesa, sobretot perquè la majoria de les esglésies saxones estaven fortificades i no podien permetre's una ornamentació més rica de l'exterior. A Transsilvània, la transformació de les antigues esglésies romàniques en esglésies gòtiques va tenir lloc entre els segles XIV i XV, sota la influència directa de l'⁣escola alemanya d'arquitectura. Poc després de l'any 1400, uns quants constructors i artesans picapedrers d'origen alemany van començar a difondre un nou tipus d'església-sala, modificant substancialment els antics edificis. Una inscripció en pedra ens diu que els treballs van començar l'any 1429 i s'acabarien l'any 1488 sota el patrocini de Sant Nicolau, Tot i així, diversos treballs de desenvolupament van continuar en les dècades següents. L'evolució d'aquest monument va estar marcada per dos esdeveniments greus. El primer va tenir lloc durant el setge hongarès de 1704, quan es van cremar la teulada i el campanar, i les grans campanes van caure. L'altre esdeveniment desafortunat va ser el terratrèmol de 1838, quan les voltes del cor es van ensorrar completament i van ser reemplaçades posteriorment per imitacions de fusta.

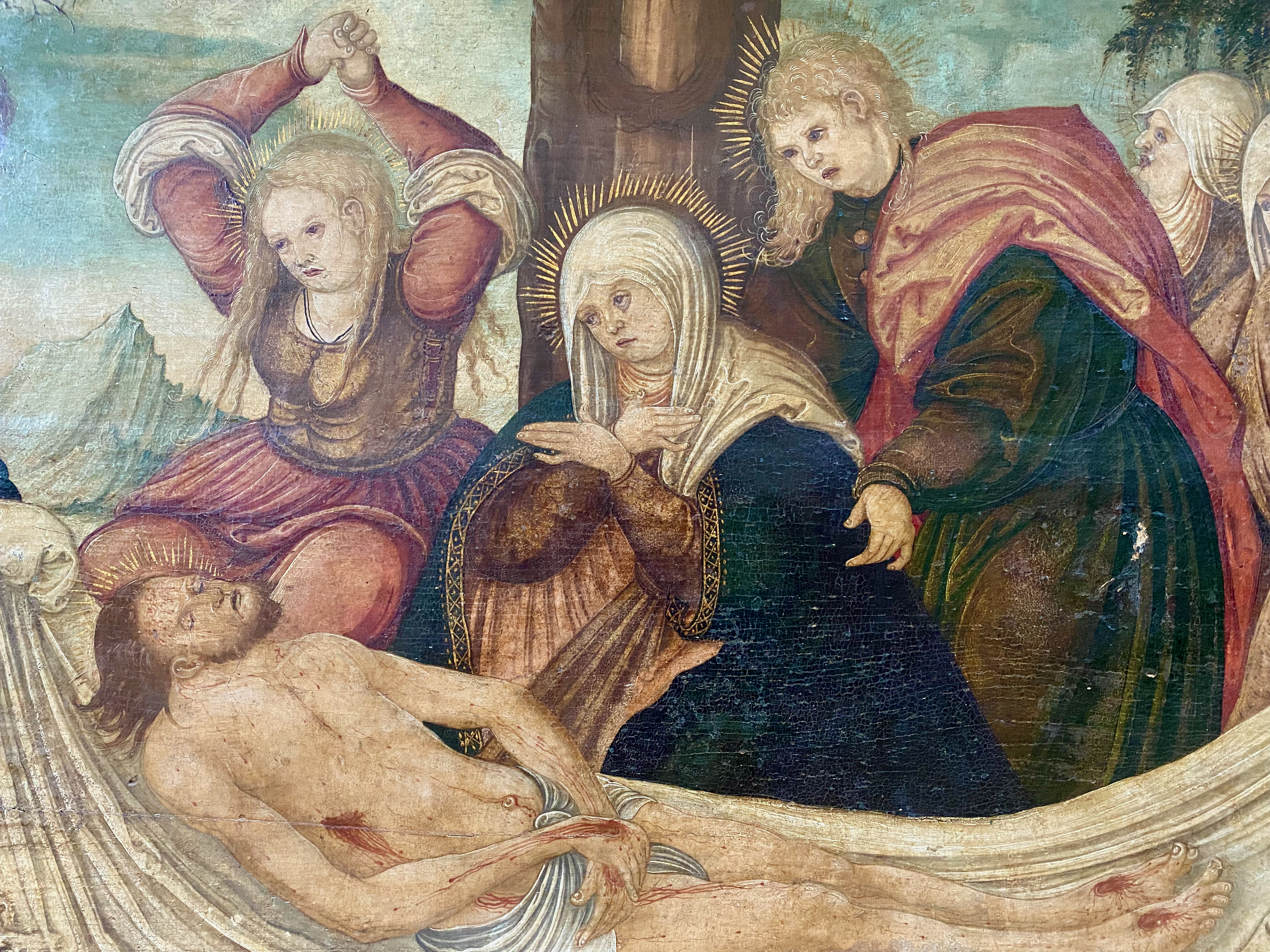
Pintures

L'interior de l'església és conseqüència directa de les restauracions de l'any 1934, quan un equip format per Gustav Binder, Gertrud Kroner, J. Misselbacher i F. Muller va revelar els antics frescos que estaven coberts de calç des de l'any 1776. En aquella època l'⁣altar estava decorat amb quatre escultures de fusta que representaven els quatre evangelistes a mida natural. En el passat, diu la llegenda, devia haver-hi dotze deixebles de Crist fets de xapa de plata de mida natural però robats el 1601 pels cosacs.
L'aspecte exterior de l'església es deu a les restauracions del Restauro Masserschmidt (1993–1999). Durant aquest temps també es van produir diversos canvis a l'interior de l'església; amb la introducció d'una sèrie d'obres de gran valor artístic i altars que van ser portats d'altres esglésies saxones.